# Blueberry Hill
Blueberry Hill è una canzone pubblicata nel 1940; la musica è di Vincent Rose, mentre il testo è scritto da Al Lewis e Larry Stock.
Louis Armstrong pubblicò una sua versione nel 1949 che apparve nella Billboard Top 40, ma la canzone diventò un successo internazionale solo nel 1956, con la versione di Fats Domino, raggiungendo il secondo posto nella classifica di Billboard Top 40 e restando nove settimane al primo posto nella classifica R&B, rimanendo il suo più grande successo. Nel biennio 1956-1957 vendette 5 milioni di copie nel mondo.

## Nella cultura di massa
Nella celebre sitcom degli anni '70 Happy Days, ambientata negli anni '50, il protagonista Richie Cunningham, interpretato dall'attore e regista Ron Howard, canta di frequente il primo verso della canzone ("I found my thrill...") quando vuole esprimere la sua gioia per un appuntamento con una ragazza.
Nel 1995, la canzone, nell'interpretazione di Fats Domino, è stata inserita nella colonna sonora del film L'esercito delle dodici scimmie; riprodotta dall'autoradio di Kathryn Railly, provoca le lacrime di commozione di Cole.
Il 10 dicembre 2010 il premier russo Vladimir Putin ha interpretato la popolare canzone ad un evento di beneficenza per bambini; il video è presto diventato virale.

## Versioni registrate
- Gene Autry (dal film The Singing Hill, 1941)[7]
- Glenn Miller e la sua orchestra (la versione più famosa negli anni '40)
- Louis Armstrong (1949, con testo differente)
- Fats Domino (1956)
- Elvis Presley (1957)
- Nat King Cole e Billy Preston (1957)[8]
- Adriano Celentano (1958, 45 giri Blueberry Hill/Tutti frutti)
- Little Richard (1958)
- Ricky Nelson (1958)
- Andy Williams (1959)
- Pat Boone (1959)[9]
- Bill Haley & His Comets (1960)
- Bing Crosby (in un medley nell'album On the Sentimental Side, 1962)
- Cliff Richard (1962)
- Little Richard (1964)
- The Everly Brothers (1967)
- Led Zeppelin (nel bootleg Live on Blueberry Hill, 1970)
- Jerry Lee Lewis (1973)
- The Beach Boys (1976)
- Link Wray (1982)
- Yellowman (1987)
- Johnny Hallyday (2006)
- Elton John (2007, Goin' Home: A Tribute to Fats Domino)